# FK Bratstvo Donja Dubica
Fudbalski klub Bratstvo (FK Bratstvo; Bratstvo Donja Dubica; Bratstvo) je nogometni klub iz Donje Dubice, općina Odžak, Županija Posavska, Federacija BiH, Bosna i Hercegovina. 
 
U sezoni 2019./20. klub se natječe u "Područnoj ligi Doboj", ligi petog stupnja nogometnog prvenstva Bosne i Hercegovine. 
 
Klupske boje su plava i bijela.

## O klubu
Nogomet se u Donjoj Dubici počeo igrati 1938. godine. Klub je osnovan 1946. godine, a službeno je registriran 1947. godine kao "Bratstvo" i počinje se natjecati općinskoj, odnosno sreskoj ligi Bosanskog Šamca. 1959. godine prelaze u podsavez iz Doboja, te prvo zapaženo igraju u "Općinskoj ligi Odžak", a kasnije "Podsaveznoj ligi Doboj", "Područnoj ligi Doboj", "Međuopćinskoj ligi Doboj", "Zonskoj ligi Doboj", te "Regionalnoj ligi BiH – Sjever". 
 
1992. godine izbija rat u BiH, te je općina Odžak tijekom rata pod srpskom kontrolom. Krajem 1995. godine veći dio prijeratne općine Odžak, uključujući i Donju Dubicu ulazi u sastav Županije Posavske, odnosno Federacije BiH. Usprkos tome, klub sudjeluje u ligaškim natjecanjima organiziranim u Republici Srpskoj, te je član "Općinskog fudbalskog saveza Šamac", iako je Donja Dubica naselje s većinskim hrvatskim stanovništvom. 
 
U sezoni 1995./96. klub se natječe pod imenom "Truman", te potom vraća ime "Bratstvo". Do 2000. godine klub se uglavnom natjecao u "Regionalnoj ligi POR Doboj", kada privremeno prestaje s radom. Kasnije se klub obnavlja, te se narednih sezona pretežno natječe u "Područnoj ligi Doboj".

## Uspjesi

### Do 1992.
Međuopćinska liga Doboj
- prvak: 1986./87. (Sjever)

Kup Zadrugara za općinu Odžak
- pobjednik: 1968.

Kup maršala Tita za općinu Odžak
- pobjednik: 1976.

## Unutrašnje poveznice
- Donja Dubica

## Vanjske poveznice
- F.K.BRATSTVO.Donja Dubica, facebook stranica
- sportdc.net Bratstvo
- srbijasport.net, Bratstvo
- posavinasport.com, Bratstvo (Donja Dubica)[neaktivna poveznica]
- sportdc.net, Praznik sporta, objavljeno 6. rujna 2016., pristupljeno 24. rujna 2019.